# Europejskie Spotkania Artystyczne
Europejskie Spotkania Artystyczne (znany również jako Festiwal Wielu Sztuk) – międzynarodowy festiwal sztuk, mający na celu wzbogacenie życia kulturalnego w województwie kujawsko-pomorskim. Podczas festiwalu prezentowany jest dorobek artystyczny polskich i zagranicznych muzyków, plastyków, pisarzy, aktorów i tancerzy. Organizatorem festiwalu jest Fundacja Kalejdoskop Kultury.
Pierwsza edycja Europejskich Spotkań Artystycznych odbyła się w 2006 roku. Do 2008 festiwal odbywał się w Toruniu oraz na Zamku Bierzgłowskim. Od 2009 roku festiwal odbywa się w Bydgoszczy oraz w Zespole pałacowo-parkowym w Ostromecku. W dniach 18-20 października 2024 roku odbyła się osiemnasta edycja festiwalu.